# Gas natural en España
La Ley del Sector de Hidrocarburos (Ley 34/1998, de 7 de octubre del Sector de Hidrocarburos) y sus normas de desarrollo, establecieron el régimen jurídico de las actividades de transporte, distribución, almacenamiento, regasificación y suministro de los sujetos que intervienen en el sistema gasista, de acuerdo con lo dispuesto en la actualmente derogada Directiva 98/30/CE del Parlamento Europeo y del Consejo, de 22 de junio de 1998, sobre normas comunes para el Mercado interior del gas natural y definieron claramente las funciones y responsabilidades de todos los agentes que intervienen en el sistema gasista.
La Ley 12/2007, de 2 de julio, por la que se modifica la Ley 34/1998, de 7 de octubre, del sector de hidrocarburos, con el fin de adaptarla a lo dispuesto en la Directiva 2003/55/CE del Parlamento Europeo y del Consejo, de 26 de junio de 2003, sobre normas comunes para el mercado interior del gas natural y por la que se deroga la Directiva 98/30/CE, modificó el capítulo II del título IV de la Ley, redefiniendo las actividades de los diferentes sujetos que actúan en el sistema gasista, estableciendo una separación jurídica y funcional de las denominas «actividades de red» de las actividades de producción y suministro, y eliminando la posible competencia entre los distribuidores y los comercializadores en el sector del suministro, con la previsión de la desaparición del sistema de tarifas y la creación de una tarifa de último recurso a la que pueden acogerse aquellos consumidores que se consideren en función de la situación y evolución del mercado.

## Comercializadores
Porcentaje de comercialización por empresa (tercer trimestre de 2010):
| Empresa            | Porcentaje |
| ------------------ | ---------- |
| Gas Natural Fenosa | 38,71%     |
| Unión Fenosa Gas   | 14,59%     |
| Endesa             | 11,44%     |
| Iberdrola          | 9,20%      |
| EDP España         | 6,42%      |
| Cepsa              | 5,57%      |
| Engie              | 2,67%      |
| Shell              | 2,66%      |
| BP                 | 2,43%      |
| E.ON               | 2,14%      |
| BBE                | 1,87%      |
| Galp               | 1,23%      |
| Sonatrach          | 1,12%      |
| Otros              | 0,49%      |

## Importación
Importaciones por país de procedencia (2020):
| País              | GWh     | %     |
| ----------------- | ------- | ----- |
| Argelia           | 106.205 | 33,29 |
| Estados Unidos    | 57.117  | 17,90 |
| Nigeria           | 44.195  | 13,85 |
| Catar             | 32.248  | 10,11 |
| Trinidad y Tobago | 24.081  | 7,55  |
| Francia           | 22.227  | 6,97  |
| Noruega           | 18.310  | 5,74  |
| Guinea Ecuatorial | 10.569  | 3,31  |
| Angola            | 4.056   | 1,27  |
| Total             | 319.008 | 100   |

El 46,9% del gas que llega se importa a través de gasoducto y el 53,1% restante como gas natural licuado.

### Histórico
Porcentaje de importaciones por país de procedencia (primer semestre de 2010):
| País              | %     |
| ----------------- | ----- |
| Argelia           | 12,94 |
| Nigeria           | 19,76 |
| Catar             | 14,39 |
| Noruega           | 10,46 |
| Trinidad y Tobago | 8,75  |
| Egipto            | 8,01  |
| Libia             | 1,97  |
| Yemen             | 0,80  |
| Omán              | 0,80  |
| Italia            | 0,79  |
| Estados Unidos    | 0,41  |
| Bélgica           | 0,37  |
| Francia           | 0,31  |
| España            | 9,23  |

## Precio
El precio del gas durante la década de 2020 en España, ha conducido a la crisis del gas, crisis que ha coincidido con la tercera del petróleo.

### Desacoplamiento
El alza en el gas natural en el mercado de referencia europeo Title Transfer Facility (TTF), ha hecho aun más imperioso desacoplar el precio de la electricidad del gas en la Unión Europea (UE) y, en especial, en España.